# Nationale Genossenschaft für die Lagerung radioaktiver Abfälle
Die Nationale Genossenschaft für die Lagerung radioaktiver Abfälle (Nagra) ist eine Genossenschaft mit Sitz in Wettingen. Sie ist für die sichere Endlagerung der in der Schweiz anfallenden radioaktiven Abfälle und die damit verbundenen Forschungs- und Projektierungsarbeiten verantwortlich.

## Tätigkeit
Gemäss dem Kernenergiegesetz (KEG) und den begleitenden Verordnungen sind die Verursacher radioaktiver Abfälle für deren Entsorgung verantwortlich. Das Gesetz schreibt die dauernde und sichere Entsorgung der Abfälle in geologischen Tiefenlagern in der Schweiz vor. Zur Wahrnehmung dieser Aufgabe haben die schweizerischen Kernkraftwerksbetreiber sowie der Bund, der für die Abfälle aus Medizin, Industrie und Forschung zuständig ist, 1972 die Nationale Genossenschaft für die Lagerung radioaktiver Abfälle gegründet. Finanziert wird die Nagra durch ihre Genossenschafter (KKW-Betreiber, Bund und Zwilag). Aufgrund der Zusammensetzung ihrer Eigner gilt die Nagra bei der Atomkraft-Opposition als kernenergie-freundlich. Für diesbezügliche Kritik sorgen auch Zahlungen der Nagra an Lobby-Organisationen wie das Forum Vera (Verantwortung für Entsorgung radioaktiver Abfälle) und an Organisationen der Energiewirtschaft. Gemäss ihrem Verhaltenskodex soll die Nagra eine neutrale Haltung gegenüber der Nutzung der Kernenergie einnehmen. 1973 und in den Folgejahren untersuchte die Nagra vorab Gesteinsschichten im Alpenraum, beispielsweise bei Bex und Airolo, die sich aber allesamt als ungeeignet erwiesen.
Eine wichtige Basis für die Arbeiten der Nagra ist der in der Folge von ihr erbrachte Entsorgungsnachweis. Erster Schritt dazu war in den 1980er-Jahren das «Projekt Gewähr». Es beinhaltete Sondierbohrungen in Kristallingestein an geografisch unterschiedlichen Örtlichkeiten in der Nordschweiz sowie seismische Messungen. Dazu kamen Untersuchungen am Oberbauenstock in der Innerschweiz. Der Bundesrat erkannte die entsprechenden Forschungsergebnisse 1988 als Entsorgungsnachweis für schwach- und mittelradioaktive Abfälle an. Im Hinblick auf die Entsorgung der hochradioaktiven Abfälle musste die Nagra ihre Untersuchungen ausdehnen. Deshalb erkundete sie ab Ende der Achtzigerjahre verschiedene Sedimentgesteine, darunter den Opalinuston. Sie bewertete diesen als sehr geeignetes Wirtsgestein, vor allem aufgrund seiner sehr geringen Wasserdurchlässigkeit und der Eigenschaft, quellfähig zu sein, wodurch Risse wieder abgedichtet werden. Das «Projekt Opalinuston» führte 2006 zur Genehmigung des Entsorgungsnachweises für hochaktive Abfälle durch den Bundesrat.
Geologische Tiefenlager hat die Nagra bisher noch nicht gebaut. Sie verfolgte die Absicht, am Wellenberg im Kanton Nidwalden ein Lager für schwach- und mittelaktive Abfälle zu errichten, erlitt aber durch ablehnende Volksabstimmungen (1995 52 % Nein zu einem Endlager, 2002 57 % Nein zum Bau eines Sondierstollens) im Kanton eine Niederlage. Mitte 2010 kamen die Eidgenössische Kommission für nukleare Sicherheit (KNS), die Kommission für nukleare Entsorgung (KNE) und, wie schon Anfang 2010, das Nuklearsicherheitsinspektorat (ENSI), welches auch Standorte am Jurasüdfuss problematisch fand, zum Schluss, dass der Wellenberg «deutlich weniger geeignet» sei als andere Gebiete, die im Gegensatz zum Wellenberg das Wirtsgestein Opalinuston aufweisen.

## Schweizerisches Endlager für hochradioaktive Abfälle
Seit den 1990er-Jahren befindet sich bei Würenlingen im Bezirk Zurzach (Kanton Aargau) am Ostufer der Aare zwischen Brugg und Waldshut-Tiengen das Zwilag, das schweizerische Zwischenlager für radioaktive Abfälle. Dort lagern derzeit (Ende 2022) bereits mehr als 20 Castoren mit radioaktivem Abfall.
Im Jahr 2000 kam die vom Bundesrat Moritz Leuenberger bestellte Kommission «Entsorgungskonzepte für radioaktive Abfälle» (EKRA) in ihrem Abschlussbericht für Lösungen zum Schluss, dass einzig geologische Tiefenlager einen zeitlich unbeschränkten Schutz von Mensch und Umwelt vor radioaktiver Strahlung böten. Die Suche nach Lagerstandorten erfolgt in der Schweiz im Rahmen des «Sachplans geologische Tiefenlager» und läuft seit 2008. Das Sachplankonzept sieht auch temporär eine Rückholbarkeit der radioaktiven Abfälle aus einem Tiefenlager vor.
Beim Sachplan geologische Tiefenlager handelt es sich um ein detailliert geregeltes Auswahlverfahren unter Leitung der Bundesbehörden. Die Nagra liefert in diesem Zusammenhang wissenschaftliche Daten und Standortvorschläge. Das ENSI bewertet diese als Aufsichtsbehörde. Der Bundesrat trifft die Entscheide.

### Untersuchte mögliche Standorte
2008 hat die Nagra den Bundesbehörden sechs Standortgebiete für ein geologisches Tiefenlager vorgeschlagen: für schwach- und mittelaktive Abfälle (SMA) sind dies Südranden (im Kanton Schaffhausen), Zürich Nordost (Zürich und Thurgau, auch Zürcher Weinland genannt), Nördlich Lägern (Zürich und Aargau), Jura Ost (Aargau, Bözberg), Jura-Südfuss (Solothurn und Aargau) und Wellenberg (Nidwalden und Obwalden). Zürich Nordost (Weinland), Nördlich Lägern und Jura Ost (Aargau, Bözberg) eignen sich auch für ein geologisches Tiefenlager für hochaktive Abfälle (HAA). Das Zürcher Weinland (Zürich Nordost) und der Wellenberg wurden bereits im Zusammenhang mit dem Entsorgungsnachweis respektive dem Projekt «Wellenberg» mittels Bohrungen besonders intensiv untersucht.
Im Jahr 2011 hat der Bundesrat entschieden, alle sechs vorgeschlagenen Standortgebiete in die zweite Etappe des Sachplanverfahrens zu übernehmen. In der Folge ging es darum, die Lagerprojekte in den möglichen Standortgebieten zu konkretisieren und die geologischen Standorte sicherheitstechnisch miteinander zu vergleichen.
Von 2014 bis 2022 arbeitete die Nagra an einem sicherheitstechnischen Vergleich der Standorte und eine Empfehlung, für welchen Standort oder welche Standorte sie ein Rahmenbewilligungsgesuch ausarbeiten soll. Innerhalb von etwa zwei Jahren bereitet sie dieses dann vor und reicht es voraussichtlich 2024 ein. Nach einer umfassenden Prüfung der Unterlagen (vor allem durch das ENSI) und öffentlichen Anhörung wird der Bundesrat etwa 2029 seinen Entscheid dem Bundesparlament zur Genehmigung vorlegen. Dieser Entscheid unterliegt dem fakultativen Referendum, aber nur noch auf Bundesebene.
Ein Vorentscheid hierzu war im Januar 2015 gefallen: Die Nagra favorisierte die zwei Standorte Zürcher Weinland und Bözberg (Aargau), beide mit Opalinuston-Wirtsgestein. Weil die Nagra das Fachgremium in der Frage ist, bedeutete der Entscheid eine wichtige Weichenstellung.

### Standort «Nördlich Lägern»
Am 10. September 2022 wurde bekannt, dass das nationale Endlager für hochradioaktive Abfälle nach der Erkundung im Zürcher Unterland im Gebiet «Nördlich Lägern» errichten wolle, nordöstlich Bülachs im Gebiet, wo die Glatt in den Rhein mündet. Konkret entsteht das Tiefenlager im Dreieck Eglisau, Weiach und Stadel; der Zugang soll im Haberstal bei Windlach in der Gemeinde Stadel errichtet werden.
«Nördlich Lägern» umfasst zwölf Gemeinden im Kanton Zürich und drei im Kanton Aargau mit zusammen rund 52'000 Einwohnern, daran angrenzend 30 weitere Gemeinden in Nachbarkantonen und im deutschen Landkreis Waldshut. Ausschlaggebend für die Wahl dieses Standorts war nach Angaben des Betreibers die geologische Formation in der Tiefe, speziell eine stabile und mächtige Schicht aus Opalinuston, damit «der beste Standort für ein Tiefenlager mit den grössten Sicherheitsreserven» in der Schweiz. 15 Jahre früher war der Standort allerdings schon einmal aus der Suche ausgeschlossen worden: Die Nagra hatte beim Bund die Rückstellung der Region als möglichen Standort für ein Endlager beantragt. Dem hatten das Eidgenössische Nuklearsicherheitsinspektorat (Ensi) und die Kantone nicht entsprochen und beliessen das Gebiet im Verfahren.
Mit einem Baubeginn für das Endlager ist laut Presse nicht vor 2045 zu rechnen; 2024 will die Nagra ein Baugesuch einreichen, wonach der Bundesrat über die Bewilligung entscheidet und die Bundesversammlung diesen Beschluss genehmigen muss, worüber noch eine Referendum durchgesetzt werden könnte, stattfindend wohl nicht vor 2031. Die mehrjährige Einlagerung begänne demgemäss dann etwa 2050.

#### Geologie
Da die Schweiz nicht über grössere Salzstöcke verfügt, hatte sich die Nagra auf die Suche nach Tonschichten im Untergrund fokussiert und grenzte die entsprechenden Explorationen nach und nach ein: 2008 auf sechs, 2018 auf drei Regionen: Zürcher Weinland bzw. «Zürich Nordost» westlich von Jestetten um die Gemeinde Benken, «Jura Ost» am Bözberg südöstlich nicht weit vom deutschen Bad Säckingen und «Nördlich Lägern». In Lägern habe sich die Tonschicht dabei nun nicht nur dicker als angenommen gezeigt, sondern bis in eine Tiefe von ca. 1300 Metern auch weiter reichend – was auch dann sicher sei, wenn an der Erdoberfläche z. B. in einer Eiszeit ein Gletscher wandere. Die Tonschicht soll sehr dicht sowie selbstdichtend sein, ausserdem Nuklide binden können. Mit der hier dicksten, tiefsten und ausgedehntesten Opalinuston-Formation der untersuchten Stellen sei die rein nach geologischen Gesichtspunkten getroffene Entscheidung für Nördlich Lägern gefallen.

#### Kapazität
Laut Nagra sollen ca. 9300 Kubikmeter hochradioaktive Abfälle (hochaktive abgebrannte Brennstäbe aus dem Betrieb der Schweizer Kernkraftwerke) sowie 72'000 m3 schwach- und mittelradioaktive Abfälle – aus Forschung, Industrie und Medizin – gelagert werden.

#### Kompensationen
In der Schweiz kommen für Betroffene zwei Arten von Entschädigungen vom Bundesamt für Energie in Frage, für welche die Nagra als Endlager-Betreiberin zuständig ist: Einerseits für in Anspruch zu nehmende Grundstücke, andererseits für den Wertverlust von Immobilien. Zum Dritten gibt es Abgeltungen für Gemeinden, welche Aufgaben für die Allgemeinheit tragen, hierfür sind die Kernkraftwerksbetreiber zuständig, unabhängig davon, in welchem Kanton oder Land die entsprechende Gemeinde liegt. Die Höhe der Abgeltungen ist auszuhandeln, sie sind für die regionale Entwicklung vorgesehen – in einem unverbindlichen Kostenszenario waren dafür einmal 800 Millionen Franken vorgesehen.
Nachdem die Schweiz betroffene Gemeinden finanziell entschädigen möchte, fordert die deutsche Bundesregierung analoge Zahlungen auch für betroffene deutsche Gemeinden - darüber gebe es bereits Gespräche und die Schweizer Regierung habe Entgegenkommen signalisiert.

#### Konzept, Grenzwerte
Nach Angaben des Betreibers benötigen die hochaktiven Abfälle etwa 200'000 Jahre Einschlusszeit und die schwach- und mittelaktiven Abfälle rund 30'000 Jahre. Die Brennelementverpackungsanlage (Beva) zur Endlagerung soll in der Gemeinde Würenlingen in einer Erweiterung des Zwilag eingerichtet werden; hier muss auch eine heisse Zelle, ein Hochsicherheitsbau zur Verarbeitung der hochradioaktiven Stoffe errichtet werden. Zur Endlagerung verpackt werden sollen hier die ca. 3,5 bis 4,5 Meter langen und rund zwei Kilogramm schweren Brennstäbe mit einem Durchmesser von gut einem Zentimeter, von denen ca. einhundert bis knapp dreihundert mit Abstandshaltern zu je einem Brennelement gebündelt sind. Transportart und -weg der radioaktiven Reste zur Anlage sind noch offen.
Das Endlager soll nach Beginn der Einlagerungen über einige Jahrzehnte beobachtet und nicht verschlossen, ca. 2125 endgültig versiegelt und dann die Hochbauten wieder abgetragen werden: Der Atommüll soll für eine gewisse Zeit rückholbar bleiben, falls sich z. B. neue technische Möglichkeiten zur Entsorgung usw. (z. B. Upcycling) ergeben.
Die von einem Endlager ausgehende radioaktive Strahlung darf laut Ensi höchstens 0,1 Millisievert (mSv) pro Jahr betragen; beim hier geplanten rechnet sie nach den bislang vorliegenden Daten mit höchstens 0,001 mSv/anno. Im deutschen Strahlenschutzgesetz ist der Grenzwert für die effektive Dosis zum Schutz von Einzelpersonen auf 1 mSv pro Jahr festgelegt.

#### Kosten, Finanzierung
Die Kosten für die Endlager-Standortsuche in der Schweiz werden mit bislang 250 Millionen Franken angegeben. Die Nagra kalkuliert wohl mit ca. 20 Milliarden Franken Entsorgungskosten - für diese Summe ist zumindest der entsprechende Fonds ausgelegt, den die AKW-Betreibenden bedienen. 2021 wurden diese Kosten auf 18,2 Milliarden Franken geschätzt.

#### Kritik
Vor allem auf deutscher Seite überwiegt die Sorge um die Unversehrtheit des Grund- und Trinkwassers. Dort werden ausserdem möglichst viele Informationen gefordert: Man will der Entwicklung nicht unbeteiligt beiwohnen müssen.
In der Schweiz wurde in der Folge der Standortentscheidung von Fachleuten Skepsis gegenüber der geologischen Festlegung und zur Kontrolle und Unabhängigkeit der Nagra geäussert.